# Прелипка (Сучава)
Прелипка (рум. Prelipca) насеље је у Румунији у округу Сучава у општини Салча. Oпштина се налази на надморској висини од 262 m.

## Становништво
Према подацима из 2002. године у насељу је живело 1249 становника, од којих су сви румунске националности.